# Irving Fryar
Irving Dale Fryar (Mt. Holly, 28 settembre 1962) è stato un giocatore di football americano, di nazionalità statunitense, che ha giocato nel ruolo di wide receiver per 17 stagioni nella National Football League (NFL). Fu scelto come primo assoluto nel Draft NFL 1984 dai New England Patriots, il primo wide receiver della storia ad essere selezionato con la prima chiamata assoluta. Al college ha giocato a football all'Università del Nebraska dove fu premiato come All-America.

## Carriera professionistica
Fryar fu il primo wide receiver ad essere scelto come primo assoluto nella storia dei Draft NFL, quando i New England Patriots lo selezionarono nel 1984.
Fryar giocò il Super Bowl XX coi Patriots segnando il loro unico touchdown nella sconfitta 46-10 contro i Chicago Bears. In carriera giocò un totale di 255 gare, venendo convocato per 5 Pro Bowl (1985, 1993, 1994, 1996 e 1997).
Fryar si ritirò dalla NFL nel 2001 dopo 17 stagioni come professionista. Durante quel lasso di tempo, egli ricevette 851 passaggi per 12.785 yard e 84 touchdown, oltre a uno segnato su corsa e tre su ritorni da punt. Inoltre guadagno 242 yard su corsa, 2.055 yard su ritorni da punt, 505 yard su ritorni da kickoff, 7 yard ritornate da fumble, dandogli un totale di 15.594 yard guadagnate in totale.
Le 255 partite disputate da Fryar sono il massimo per un giocatore nativo del New Jersey.

## Record NFL
- Touchdown ricevuti da 19 diversi passatori
- Stagioni consecutive con 10 o più ricezioni - 17 (1984–2000)
- Stagioni consecutive con 150 o più yard ricevute - 17 (1984–2000)
- Stagioni consecutive con 2 o più touchdown su ricezione - 16 (1985–2000)
- Stagioni con 2 o più touchdown segnati - 16 (1985–2000) - alla pari con Marcus Allen
- Primo giocatore a segnare un touchdown su ricezione per 17 stagioni consecutive (1984–2000) - (battuto da Jerry Rice che lo portò a 20 stahioni consecutive)
- Più vecchio giocatore a segnare 4 touchdown (tutti su ricezione) in una singola gara (20/10/1996) - 34 anni, 22 giorni
- Secondo maggior numero di yard ricevute in un tempo - 211 (secondo tempo, 5 settembre 1994) (Steve Largent ne ricevette 224 nel primo tempo contro giocatori di riserva nel 1987)

## Vittorie e premi
- (5) Pro Bowl (1985, 1993, 1994, 1996, 1997)
- (2) All-Pro (1985, 1994)
- Formazione ideale del 50º anniversario dei Patriots
- Club delle 10.000 yard ricevute in carriera

## Statistiche
| Partite totali         | 255    |
| Yard su ricezione      | 12.785 |
| Touchdown su ricezione | 84     |